# Тадомінб'я
Тадомінб'я (*бірм. သတိုးမင်းဖျား; 7 грудня 1345 — 5 вересня 1367) — 1-й володар царства Ава у 1365—1367 роках.

## Життєпис

### Молоді роки
Походив з шанського роду Тадо, спадкових правителів Тагаунга. Син Тадосінхтейна, намісника Тагаунга, і Сое Мін Кодавгі(онуки Союна, царя Сікайна). Народився 1345 року, отримавши ім'ям Рахула. Його батько незабаром помер. Мати вдруге вийшла заміж за Тхіхапате, внучатого небожа цариці Пва Со Паган, який у 1352 році Тіхапате став царем Сікайну.
У 1360 або 1361 році призначається намісником Тагаунга з титулом Ман Пхья. В цейчас змінив ім'я на Тадомінб'я. Але це не завадило шанам у 1362—1363 роках вкотре сплюндрувати царство Сікайн. За це відправив Тадомінб'ю у в'язницю в Кя-Кхат-Ва-Я, на південь від Сікайна. 1364 року столицю царство взяли в облогу Муанг Мо і Пінья. При спробі врятуватися втечею через річку Іраваді Мінб'яук Тхіхапате був схоплений та страчений за наказом Тадомінб'ї, який зумів звільнитися. У травні 1364 року оголосив себе новим царем Сікайну.

### Панування
Спочатку відновив владу на всіх землях Сікайну. У серпні/вересні він зі значними силами перетнув Іраваді та захопив царство Пінья, оскільки на той час воно фактично розпаслося на декілька. Він наказав стратити царя Узану II і оголосив себе царем Піньї. За цим вимушений був продовжити дії переможеного ним правителя щодо приборкання південних васалів Піньї.
Протягом наступних 6 місяців він будував нову цитадель і столицю Ава у більш важливому і вигідному місці на злитті річок Іраваді та М'їтнге, неподалік важливого землеробського регіону Чауксе. Для цього наказав осушити навколишні болота. 26 лютого 1365 року освятив Аву, від якої отримала назву нова держава.
У липні 1365 року захопив Паган, але не зміг захопити Сагу — державу, що контролювала важливий регіон Мінбу. В цей час Бая Чавтху, правитель Таунгу, атакував регіон Чауксе. Тому володар Ави рушив до Нганвегона, залежної держави Таунгу, де 1366 року завдав поразки Баї Чавтху, який загинув. На честь успіху Тадомінб'я пообідав, розмістивши їжу на грудях вбитого. Аваський полководець Атханкхья витіснив загони шанів з півночі держави.
На початку 1367 року в запеклій боротьбі завдав поразки державі Таунгдвін. Того ж року знову виступив проти Сагу. Втім військо Ави вразила епідемія віспи, на яку захворів й сам. Тому Тадомінб'я вирішив повертатися, але в Свегіо (поблизу Пагану) він помер. Невдовзі почалася боротьба за трон, в якій переміг його швагер Свасоке.